# Aston Martin One-77

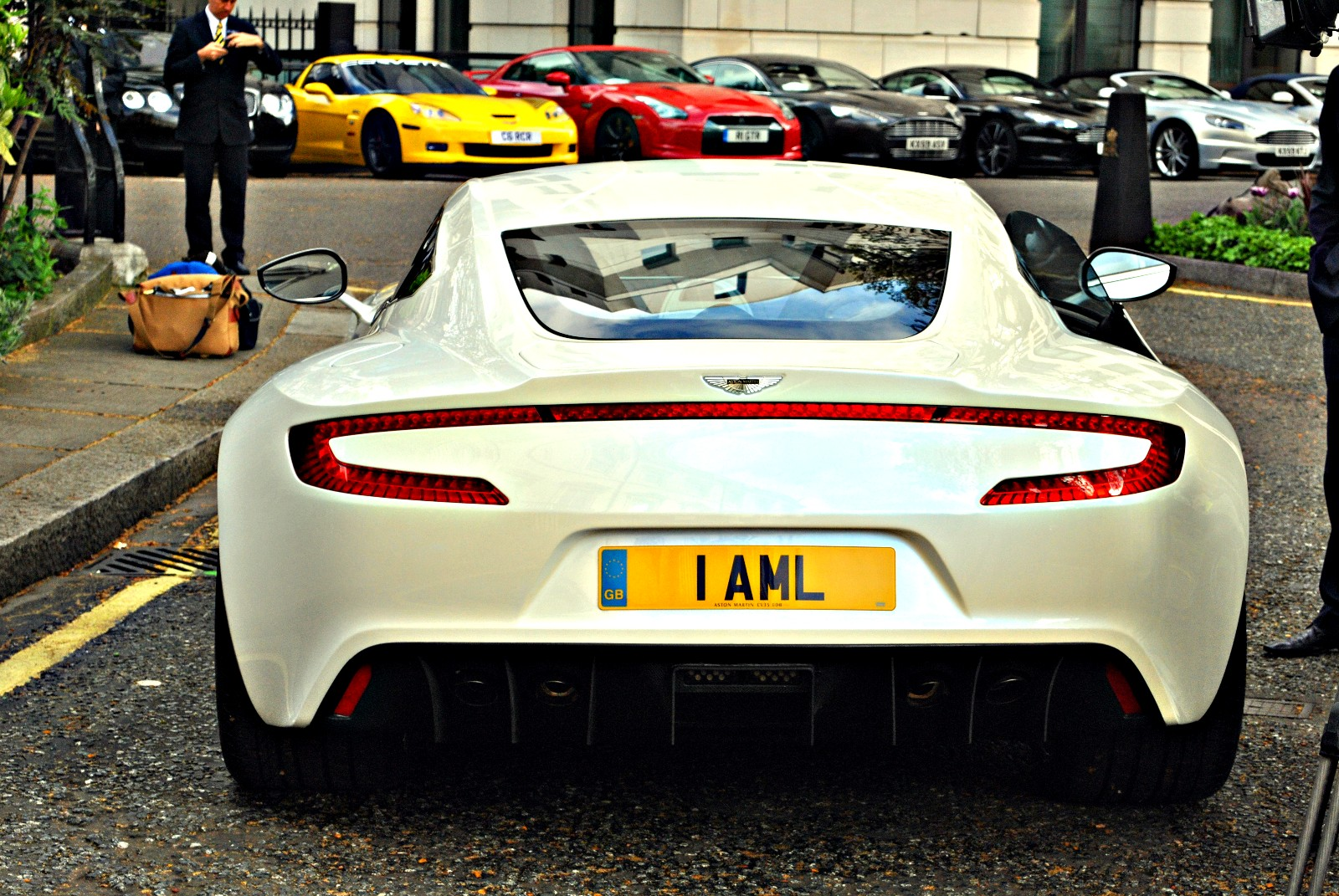
A One-77 hátulról, Londonban

Az Aston Martin One-77 egy kétajtós luxus Kupé, mely korlátozott darabszámban készült. Az autót a 2008-as Párizsi Autókiállításon mutatták be először, habár a kiállítás nagy részén az autó nem is volt látható. Teljes egészében a 2009-es Genovai Autókiállításon lehetett megtekinteni. A szuperautóból csak 77 darabot gyártottak, amire egyébként a neve is utal. Habár a gyártás 2009-ben kezdődött, a tulajdonosoknak csak 2010 októberétől kezdték kiszállítani a kész remekműveket.

## Műszaki adatok
A 2008-as Párizsi Autókiállítás ideje alatt számos műszaki adat kiszivárgott az új Aston Martinnal kapcsolatban, de hivatalosan csak a 2009-es Autóshown derültek ki a pontos műszaki adatok. A One-77 alváza könnyű karbonszálból készült, karosszériája pedig kézzel készített alumíniumból lett összerakva. A motor egy 7.3 literes V12-es szívómotor, amely 750 lóerős. Az Aston Martin azt állítja, hogy amikor megjelent a One-77 ez volt a világ legerősebb szívómotorral rendelkező sorozatgyártású autója. Az autó váltója a DB9-esből vett 6 fokozatos MTA javított változata, a felfüggesztés magassága, valamint a sportossága állítható. Pirelli P Zero Corsa gumikkal szerelték (255/35 ZR20 első, 335/30 ZR20 hátsó) és kerámia mátrix fékekkel.
Eredetileg úgy tervezték, hogy képes legyen a 200 mph (320 km/h), de ez sikerült bőven túlszárnyalni. Egy 2009-es teszt folyamán az autó bebizonyította, hogy képes 220.007 mph (354.067 km/h) sebességre, miközben 0–100-ra 3,5 sec alatt gyorsul fel. A kész autó súlya pontosan 1630 kg.

## Találgatások az árával kapcsolatban
Az Aston Martin titkolózásának következtében, mindenki csak találgatni tud, vajon mennyibe kerül egy One-77, de mindenki egyetért abban, hogy több mint valószínű hogy drágább 1 millió fontnál.
A holland 925.nl weblap szerint, a One-77 közel 1,050,000 £. Az ausztrál The Courier-Mail újság szerint 2.6 millió AU $ körül lehet az ára, amiből 800,000 $ adó és az átíratás költsége.
A brit Top Gear autós magazin szerint az ára 1,200,000 £, miközben az amerikai magazinban Robb Report szerint 1,700,000 US$. Indiában az autó ára megközelítőleg 4.4 millió $.

## Elismerések
Az Aston Martin One-77 számos nemzetközi elismerést és díjat kapott, többek között a Concorso d’Eleganza tervezői díjat az autó tervezéséért és a prototípusért, a Good Design Díjat és a „Best Design” díjat a Brit motor magazintól, valamint még számos egyéb díjat.

## Videójátékokban
A One-77 több népszerű videójátékban is feltűnt, mint például a Gran Turismo Sport, Forza Motorsport 3 és Forza Motorsport 4, a Need for Speed: Hot Pursuit (ebben utcai változatban és rendőrautóként is), Test Drive Unlimited 2, Asphalt 6: Adrenaline és az Asphalt 3D. Ez utóbbi játék borítóján is a One-77 látható.

## Rendőrautóként
Dubajban egy példánya rendőrautóként a helyi rendőrség flottájának a tagja.